# Kudjoe Affutu

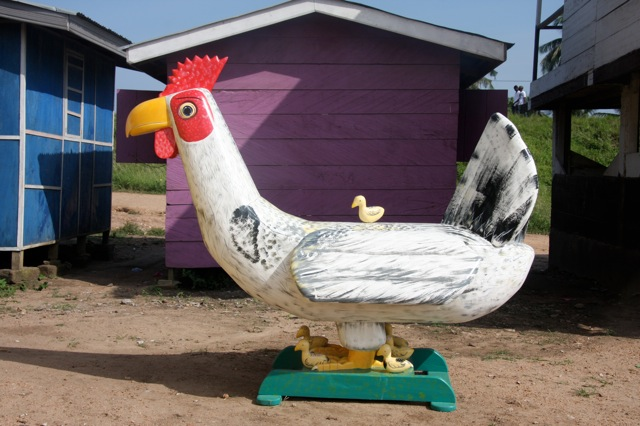
Hennensarg von Kudjoe Affutu (2008)

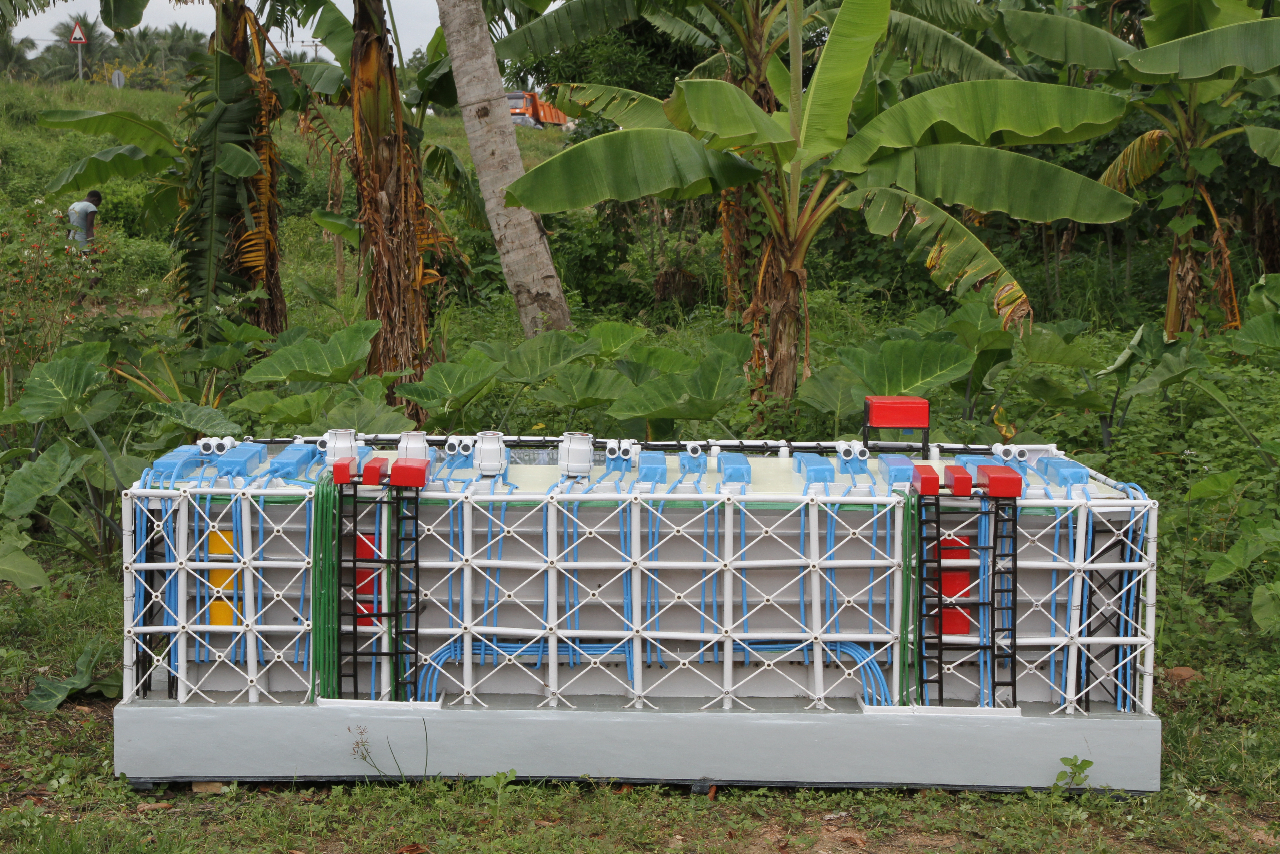
Centre Pompidou Sarg von Kudjoe Affutu (2010)

Kudjoe Affutu, auch Kudjo Affutu (* 1985 in Awutu Bawyiase, Central Region, Ghana) ist ein ghanaischer Sarg-Künstler.

## Leben und Wirken
Kudjoe Affutu absolvierte von 2002 bis 2006 beim international bekannten Sargkünstler Paa Joe in Nungua (Greater Accra) seine Ausbildung zum Sargkünstler. Seit 2007 führt Kujdoe Affutu in seiner Geburtsstadt Awutu in der Central Region ein eigenes Atelier, wo er figürliche Särge, figürliche Sänften und andere Skulpturen sowohl für ghanaische Beerdigungen als auch für Kunstmuseen, Privatsammler und Künstler herstellt. Insbesondere in Europa hat sich Affutu mit seinen Beteiligungen an verschiedenen Ausstellungs- und Kunstprojekten einen internationalen Namen gemacht. Unter anderem mit seiner Interpretation der von den Künstlern Isabelle L. und M.S. Bastian erfundenen Comix Figur Pulp (2008 und 2011), sowie mit seiner Zusammenarbeit mit dem Künstler Ataa Oko für dessen Ausstellung "Ataa Oko" in der Collection de l'Art Brut in Lausanne. Kudjoe Affutus Arbeiten befinden sich u. a. in den Sammlungen des  Museums der Kulturen Basel und des Musée d’ethnographie de Neuchâtel.

## Auftragswerke
- 2011. Africa Pulp für das Künstlerpaar M.S. Bastian / Isabelle L.
- 2011. Hummersarg für das Tinguely Museum Basel.
- 2011. Auto-Skulpturen für den Museumshop des Tinguely Museums Basel.
- 2010. Pompidou-Sarg für den Künstler Saâdane Afif.
- 2010. Kühlschrank-Sarg für den Künstler Thomas Demand.
- 2008. Drei figürliche Särge für Regula Tschumi.
- 2007. Africa Pulp für das Künstlerpaar M.S. Bastian / Isabelle L.
- 2006. Skulpturen für den Museumsshop des Kunstmuseums Bern.

## Teilnahme an Gruppenausstellungen
- 2020 Trauern. Von Verlust und Veränderung, Kunsthalle Hamburg, Hamburg.
- 2018/19 Unvergessen machen, Museum der Völker in Schwaz, Tirol
- 2017/19 L'impermanence des choses. Afrikanische Pulp, Dauerausstellung im Musée d’ethnographie de Neuchâtel.[2]
- 2017/18 Jambo Afrika, Tropenhaus Wolhusen, Schweiz.
- 2017 Accra: Portraits of A City, ANO Gallery Accra.
- 2016/21 Gross. Dinge Deutungen Dimensionen, Dauerausstellung im Museum der Kulturen Basel.
- 2016/18 C'est la vie im Naturhistorisches Museum Bern.
- 2012/13 Hors-champs, Musée d'ethnographie Neuchâtel.
- 2011 Fetisch Auto. Ich fahre, also bin ich. Tinguely Museum Basel.
- 2011 La carte d’après nature, Matthew Marks Gallery New York.
- 2010/11 La carte d’après nature,  Nouveau Musée von Montecarlo, kuratiert von Thomas Demand.

## Weblinks

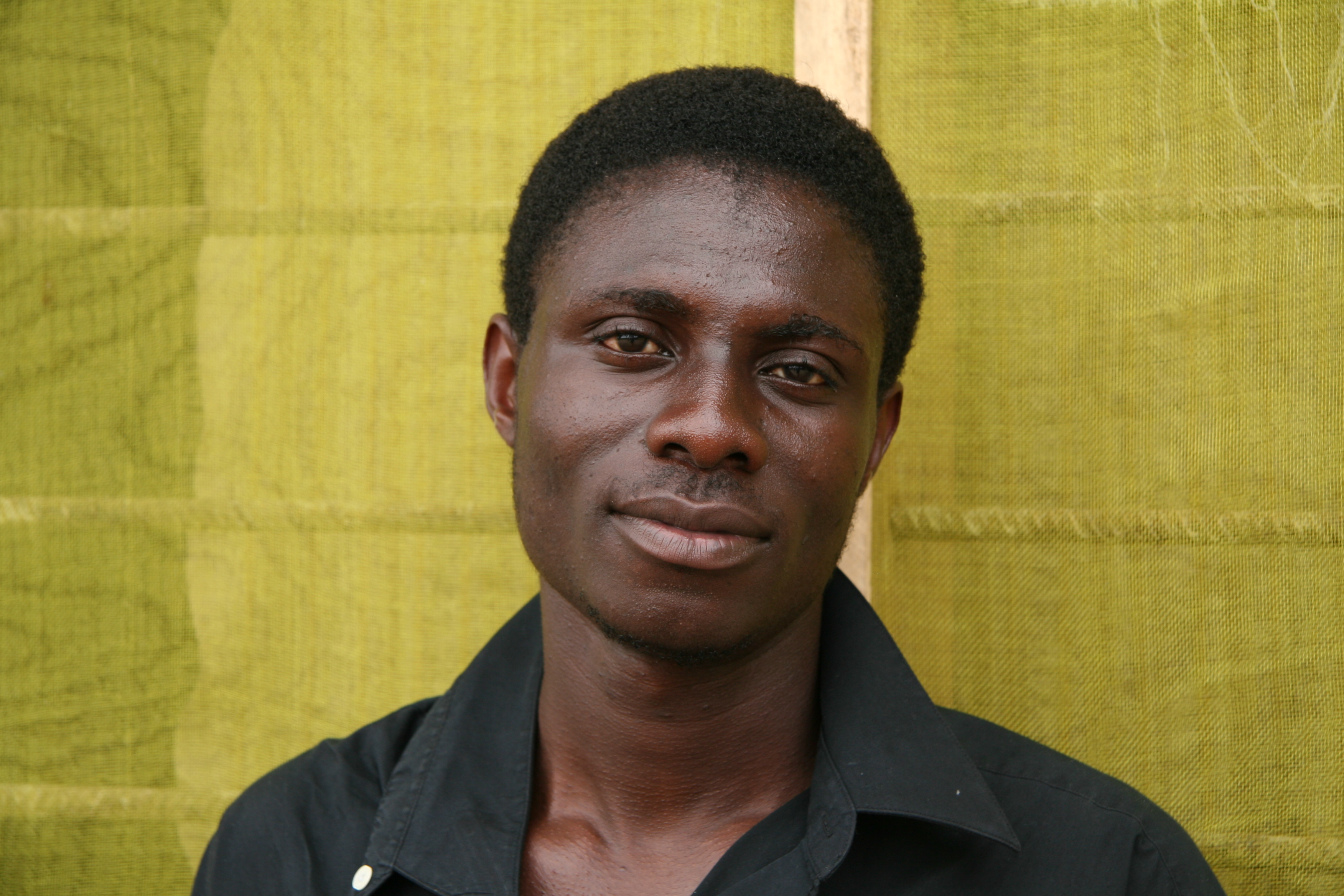
Kudjoe Affutu (2007)